# Spencer Silver
Spencer Ferguson Silver (* 1941 in San Antonio, Texas; † 8. Mai 2021) war US-amerikanischer Chemiker, der mit Arthur Fry 1970 Post-it erfand.

## Leben
Silver studierte Chemie an der Arizona State University mit dem Bachelor-Abschluss 1962 und wurde 1966 an der University of Colorado in Organischer Chemie promoviert. Danach ging er als Chemiker zu 3M.
1968 entwickelte er dort einen Klebstoff, der Papier haften ließ, das sich danach aber auch leicht mit der Hand entfernen ließ. Ein anderer Mitarbeiter von 3M, Arthur Fry, hatte die zündende Idee für die Anwendung als Klebezettel und beide erhielten danach die Unterstützung von 3M für die Produktentwicklung. 1980 kam Post-it auf den Markt.
1998 erhielt er den ACS Award for Creative Invention der American Chemical Society. Er wurde in die National Inventors Hall of Fame aufgenommen.